# Dalibor Veselinović
Pour les articles homonymes, voir Veselinović.
Dalibor Veselinović (en serbe en écriture cyrillique : Далбор Веселиновић), né le 21 septembre 1987 à Novi Sad en Yougoslavie (aujourd'hui en Serbie), est un footballeur serbe évoluant au poste d'attaquant.

## Biographie
Il commence sa carrière professionnelle au FK Vojvodina en 2002, puis rejoint l'OFK Belgrade en 2005. Avec son équipe, il dispute le deuxième tour de qualification de la Coupe UEFA, et prend part à son premier match européen lors du match retour, remplaçant Stojan Pilipović à la 86e minute (défaite de l'OFK 5-1 à Auxerre).
Un temps annoncé vers le club polonais du Legia Varsovie, Veselinović décide de poursuivre sa carrière au Racing Club de Lens en signant le 20 juin 2008 un contrat de 2 ans. Cependant, il ne joue qu'avec l'équipe réserve. À l'hiver 2009, il est donc annoncé sur le départ. En janvier, il est testé par le club belge du Germinal Beerschot A.. Il s'y illustre en marquant un but face à Genk en match amical.
Mais profitant des nombreuses indisponiblités sur le front de l'attaque lensoise, il est appelé pour la première fois dans le groupe pour le match face à SCO Angers, le 9 mars 2009. À la 79e minute, il rentre en jeu à la place de Sidi Keita, son équipe étant menée au score d'un but. Et pour son 1er match en Ligue 2, il marque le but de l'égalisation à la 92e minute. Mais il sera très peu utilisé par Lens, malgré des apparitions convaincantes.
Durant le mercato de l'été 2009, Veselinović signe un contrat de deux ans au FC Brussels. Il y fait une très bonne première saison avec 15 buts inscrits à son actif. Lors du premier tour de la saison suivante, il tourne même à la moyenne d'un but par matche (14 buts en 14 matches), si bien qu'il est repéré par le grand voisin anderlechtois.
Le 15 décembre 2010, il est transféré au RSC Anderlecht contre la somme d'un demi-million d'euros, où il signe un contrat de 4 ans et demi. 
Très vite bloqué par la forte concurrence dans le secteur offensif mauve et blanc, il est prêté successivement à Courtrai pour la saison 2011-2012 (12 buts), au Beerschot pour la saison 2012-2013 (4 buts) et à Waasland-Beveren pour la saison 2013-2014.
Au mercato hivernal de la saison 2017-2018, il revient en France au Gazélec Ajaccio. Il inscrit son premier but le 2 mars 2018 contre son ancien club, le Racing Club de Lens.

## Palmarès
- Finaliste de la Coupe de Serbie : 2006
- Champion de France de Ligue 2 : 2009